# Жерковиці (Нижньосілезьке воєводство)
Жерковиці (пол. Żerkowice) — село в Польщі, у гміні Львувек-Шльонський Львувецького повіту Нижньосілезького воєводства.
Населення — 162 особи (2011).
У 1975-1998 роках село належало до Єленьоґурського воєводства.

## Демографія
Демографічна структура станом на 31 березня 2011 року:
|          | Загалом | Допрацездатний вік | Працездатний вік | Постпрацездатний вік |
| -------- | ------- | ------------------ | ---------------- | -------------------- |
| Чоловіки | 80      | 17                 | 60               | 3                    |
| Жінки    | 82      | 14                 | 53               | 15                   |
| Разом    | 162     | 31                 | 113              | 18                   |